# ग
Cette page contient des caractères spéciaux ou non latins. S’ils s’affichent mal (▯, ?, etc.), consultez la page d’aide Unicode.
ग, appelé ga et transcrit g, est une consonne de l’alphasyllabaire devanagari.

## Représentations informatiques
Ses Unicode sont :
| formes | représentations | chaînes de caractères | points de code | descriptions                                    |
| ------ | --------------- | --------------------- | -------------- | ----------------------------------------------- |
| pleine | ग               | ग                     | U+0917         | lettre devanagari ga                            |
| morte  | ग्               | ग◌्                    | U+0917 U+094D  | lettre devanagari ga, symbole devanagari virama |